# سوسمار انگشت‌شانه‌ای ایرانی
سوسمار انگشت‌شانه‌ای ایرانی (نام علمی: Acanthodactylus micropholis) که گاهی با نام سوسمار انگشت‌شانه‌ای دم‌زرد شناخته می‌شود، گونه‌ای از سوسمارها از خانواده سوسماران راستین و بومی آسیا است.
سوسمار انگشت‌شانه‌ای ایرانی در افغانستان، ایران و پاکستان یافت می‌شود.